# Quentin Elias
Pour les articles homonymes, voir Elias.
Quentin Elias, né Akacha Fayçal Gueddouche le 10 mai 1974 à Mende (Lozère) et mort le 25 février 2014 d’un arrêt cardiaque à New York, est un chanteur, danseur et mannequin français, surtout connu en France pour avoir été le leader du groupe Alliage avec Steven Gunnell, Roman Lata Ares et Brian Torres de 1996 à 1999. Il s'expatrie en 2002 aux États-Unis pour y tenter une carrière solo dans le R'n'B, et où il travaille également comme mannequin et acteur pornographique gay. Au début des années 2010, il fait un retour en France par le biais de la téléréalité.

## Jeunesse
Quentin Elias est né de parents algériens. Il grandit à Marseille où il est élevé avec sa sœur aînée, uniquement par sa mère Malika. Son père quitte, puis abandonne la famille alors qu’il est encore très jeune. Il s'intéresse aux activités de danse de sa sœur. Il se met à étudier le ballet, le modern-jazz et il pratique les claquettes. Il fait aussi du kick-boxing.
Quentin Elias quitte la maison familiale à l'âge de 18 ans. Il part pour Paris pour tenter sa chance et réussir, puis exerce plusieurs petits boulots. Il officie pendant quelque temps comme professeur de claquettes au Café de la Gare à Paris.

## Carrière

### Carrière musicale

#### Alliage (1996-1999)
Parallèlement à ses activités artistiques et sportives, il passe plusieurs auditions de chant et de danse. Il officie dans divers emplois de restauration rapide, fait le service dans des restaurants comme dans les bars gays le Trap ou Au Diable des Lombards.
Vient ensuite une occasion d'audition pour un groupe de boys band.
Le boys band Alliage est créé en 1996 par Gérard Louvin et Daniel Moyne, Quentin en devient le leader-chanteur implicite. Ce quatuor est composé de Quentin, Steven Gunnell, Roman Lata Ares et Brian Torres. Ils enregistrent deux albums Alliage, l'album en 1997 (Disque de diamant) et Musics en 1998. Le groupe sort plusieurs singles dont trois classés à la 5e place des charts français. Leurs principaux singles sont Baïla en 1996, Lucy, Le Temps qui court et Te garder près de moi en collaboration avec le boys band irlandais Boyzone en 1997, Je sais en 1998.

#### Carrière solo (1999-2014)

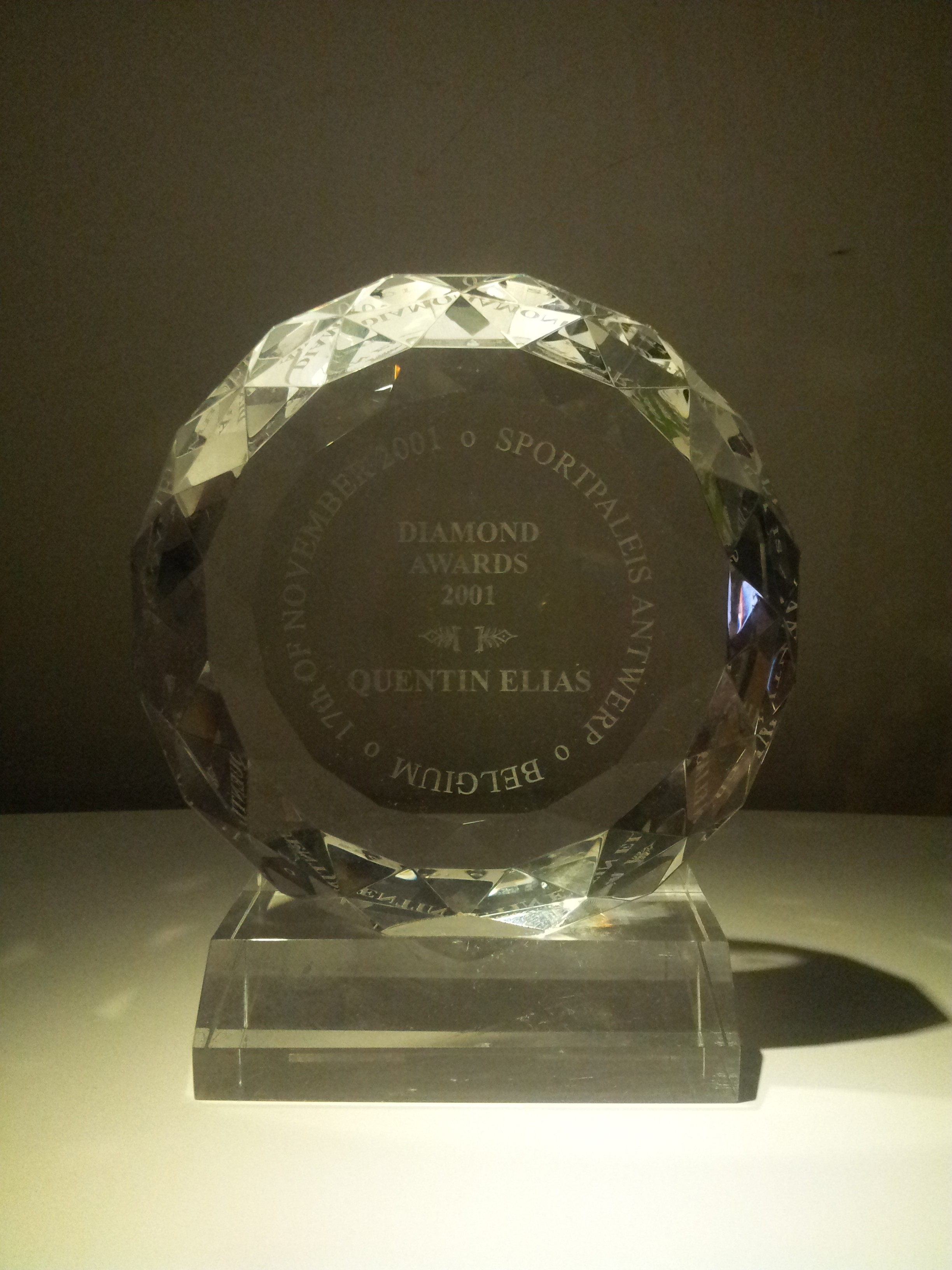
Diamond Awards, Sportpaleis Antwerp, Belgique, (17 novembre 2001).

En 2001 avant de partir définitivement pour les États-Unis, il poursuit son partenariat avec le producteur Christian Moeyaert, fait des allers-retours aux États-Unis dans les studios pour peaufiner son single, Always The Last To Say Goodbye, boudé par le réseau musical français en limitant sa diffusion, « en partie à cause », selon Quentin, « de l'influence de son ancien producteur, Gérard Louvin dans le milieu » qui n'avait pas apprécié la manière de son départ du groupe Alliage. Il décroche la récompense d'artiste masculin le plus prometteur aux Diamond Awards européens en Belgique.
Courant de l'année 2002, après les attentats du 11 septembre 2001, Quentin rencontre le producteur Nile Rodgers grâce à la publicitaire Catherine P. Saxton qui l'invite à participer à un événement caritatif avec plusieurs célébrités pour une reprise de la chanson We Are Family de Sister Sledge avec Rodgers et Spike Lee.
Fin de cette année, Quentin Elias s'exile définitivement aux États-Unis où il poursuit sa carrière en solo et travaillera avec des producteurs comme Ernie Lake et Junior Vasquez,.
En 2005, il sort son premier album 100 % américain, Serve It Up, enregistré par Mike Wilson aux Studios PATCHWERK à Atlanta. Cependant l'album ne sort pas en France.
En 2009, il signe un contrat avec une maison de disques spécialisée dans le R'n'B.

### Carrière télévisuelle
En France, Quentin apparaît dans de nombreux reportages comme le programme Incroyables Destins dans un reportage intitulé Boys-Band : L'argent, la gloire, puis la chute en 2008 sur TF1, dans le programme Je réalise mon rêve en 2009 et sur NRJ 12 dans le magazine Tellement vrai aussi en 2009. Il est également apparu dans un reportage consacré aux ex boys-bands dans l'émission Accès privé sur M6.
En 2012, il fait un retour à la télévision française dans la deuxième saison de l'émission de téléréalité L'Île des vérités sur NRJ 12, invité comme musicien et mannequin, avec le chanteur français Willy Denzey et l'animatrice Marlène Mourreau.
Sa dernière apparition télévisuelle est dans le programme de téléréalité Giuseppe Ristorante, une histoire de famille, sur NRJ 12, dans l'épisode diffusé le 18 février 2014.

### Carrière de mannequin
Quentin Elias travaille également comme modèle pour plusieurs créateurs comme Armani, Jean-Paul Gaultier, Thierry Mugler et Levi's.
En 2008, il sort son premier calendrier. Il est aussi mannequin pour la marque de sous-vêtements gay Nikos, basé à New York.
La même année, Quentin Elias apparaît dans des séquences et films pornographiques gays pour Randy Blue, sous le nom de Q,.
Durant toute la période new-yorkaise, et jusqu'en 2014, il est modèle pour différents photographes new-yorkais et californiens à la mode, comme Carlos Arias, Luis Raphael, Mike Ruiz, Michael Stokes...

## Vie privée
Pour maintenir un physique et une plastique impeccables, Quentin s'entraîne intensément dans les salles de sport et fitness des lieux où il séjourne (New York, Miami, Los Angeles, Paris, Marseille), affirmant à plusieurs reprises « n'avoir jamais utilisé de drogue » et niant les rumeurs d'usage de stéroïdes.
Au fil du temps, il se fait tatouer de nombreux motifs sur le corps (prénom de sa mère, son prénom, des motifs tribaux). Il est très actif sur internet. Il possède son propre blog et site internet promouvant son activité artistique, poste un nombre impressionnant de photos au fur et à mesure de sa carrière prises par de nombreux photographes, new yorkais et californiens à la mode, comme Carlos Arias, Luis Raphael, Mike Ruiz, Michael Stokes...
Il a aussi régulièrement nié la rumeur « d'avoir fait gonfler ses lèvres », affirmant qu'elles étaient « naturelles ».
En 2008, le magazine Les Inrocks a posé la question de la possible homosexualité des chanteurs des différents boys bands de son époque. À la question : était-ce un sujet tabou au moment de leurs succès ? Quentin, tout en ayant beaucoup d'amis dans ce milieu, a répondu : « Je ne sais pas, je ne suis pas gay, personne dans Alliage n'est gay. Maintenant, je ne sais pas qui fait quoi avec sa sexualité dans les autres groupes ».
À la fin 2002, il décide de s'installer définitivement à New York, ville qu'il qualifie de « meilleure ville du monde ».
Il est découvert sans vie le 25 février 2014, à l'âge de 39 ans, victime d’un arrêt cardiaque dans son appartement new-yorkais de Staten Island.
Une cérémonie funéraire a eu lieu le 4 mars 2014 au Redden Funeral Home de New York.

## Discographie
| - 1997 : Alliage, l'album (Avec Alliage) - 1998 : Musics (Avec Alliage) - 2006 : What If I? (Album solo) - 2010 : Love Confusion: The Singles - 2010 : Quentin Elias: Remixed (remixes par Flash Sanchez) - 2011 : What If I? (Rock Re Invention Mix 2011) - 1996 : Baïla - 1997 : Lucy - 1997 : Le Temps qui court - 1997 : Te garder près de moi (avec Boyzone) - 1998 : Je sais - 1998 : Cruel Summer (avec Ace of Base) - 1998 : Je l'aime à mourir | - 1999 : Laisse aller la musique - 2001 : Always The Last To Say Goodbye - 2005 : Serve It Up - 2008 : Fever (DJ Version) - 2008 : Always The Last To Say Goodbye 2008 (Flash's Love Confusion Mix) - 2008 : Kamasutra (DJ Version) - 2008 : Electrofied EP - 2009 : Shattered Dreams - 2009 : Take Off - 2009 : Casanova - 2009 : For You - 2010 : I Want Your Love - 2010 : So far - 2010 : Give Me Some More (Flash Sanchez feat. Quentin Elias) - 2012 : Lucy (reprise du groupe Alliage) |

## Filmographie

### Acteur classique
- 2009-2010 : Sex Chronicles (série TV)
  - 2009 : épisode I Had a Bad Day : Ricardo
  - 2010 : épisode End Game : Artis
- 2011 : He Who Finds a Wife 2: Thou Shall Not Covet de Danielle Ross : Isis
- 2011 : College Debts : Frenchy
- 2011 : Madoff: Made Off with America
- 2012 : Azienda

### Acteur pornographique
- 2008 : Q Exposed
- 2008 : Q Uncensored

## Émissions de télévision
- 2007 : My Super Sweet Sixteen (émission de téléréalité sur MTV)
- 2010 : The Adonis Factor (documentaire)
- 2012 : L'Île des vérités 2 (téléréalité sur NRJ 12, apparition comme guest)
- 2014 : Giuseppe Ristorante, une histoire de famille, épisodes 12 & 13 (téléréalité sur NRJ 12)

## Théâtre
- 2010 : The Blvd.